# Wudu (köping i Kina)
Wudu (kinesiska: 五渡镇, 五渡) är en köping i Kina. Den ligger i provinsen Sichuan, i den sydvästra delen av landet, omkring 160 kilometer söder om provinshuvudstaden Chengdu. Antalet invånare är 8 385. Befolkningen består av 3 977 kvinnor och 4 408 män. Barn under 15 år utgör 16,0 %, vuxna 15-64 år 70 %, och äldre över 65 år 13,0 %.
Köpingen Wudu ingår i det autonoma häradet Ebian, som är en del av Leshan, en stad på prefekturnivå i Sichuan-provinsen, detta enligt kinesiskspråkiga Wikipedia.
Genomsnittlig årsnederbörd är 1 554 millimeter. Den regnigaste månaden är juli, med i genomsnitt 399 mm nederbörd, och den torraste är januari, med 13 mm nederbörd.